# Władysław Jakub Dzieduszycki
Władysław Jan Jakub Dzieduszycki (ur. 5 czerwca 1875 w Jezupolu, zm. 13 kwietnia 1940 we Lwowie) – hrabia, polski polityk, poseł na Sejm III kadencji w latach 1930-1935. Właściciel ziemski i hodowca koni arabskich w Jezupolu oraz właściciel majątków Jezupol, Hanuszowce, Jastrzębiec, Pobereże i Sielec w woj. stanisławowskim. 

## Życiorys
Syn Wojciecha Dzieduszyckiego. Po ukończeniu gimnazjum w Stanisławowie i szkoły rolniczej w Czernichowie studiował na Akademii Rolniczej w Wiedniu (nie ukończył).
Od 1904 członek Sejmiku i Wydziału Powiatowego w Stanisławowie, wieloletni prezes Rady Powiatowej, marszałek pow. stanisławowskiego, wiceprezes Towarzystwa Kredytowego Ziemskiego we Lwowie. Od 1913 poseł do galicyjskiego Sejmu Krajowego. Postanowieniem Cesarza z 13 sierpnia 1914 został zatwierdzony wybór Władysława Dzieduszyckiego na zastępcę prezesa Rady Powiatowej w Stanisławowie. Członek i działacz Galicyjskiego Towarzystwa Gospodarskiego, członek jego Komitetu (13 czerwca 1912 - 20 czerwca 1914).  
W latach 30. działał w Związku Powiatów RP, od 1933 członek Państwowej Rady Kolejowej; członek Małopolskiego Towarzystwa Rolniczego. W kadencji 1930–1935 był posłem na Sejm III kadencji z listy nr 1 BBWR, okręg wyborczy nr 53 (Stanisławów). Pracował w komisjach: odbudowy kraju, opieki społecznej i inwalidzkiej, robót publicznych.
W czasie II wojny światowej, jesienią 1939 aresztowany przez NKWD. Zmarł w więzieniu we Lwowie. 
Był żonaty z Ewą Anielą (zm. 1963) córką Władysława Koziebrodzkiego. Miał dwóch synów: Juliusza (1901-1974), attaché Poselstwa RP w Strasburgu i Wojciecha